# Le Mesnil-Saint-Martin
Mesnil o Le Mesnil-Saint-Martin és un municipi francès al departament de la Manche (regió de Normandia). L'any 2007 tenia 190 habitants. A la seva fundació durant la Revolució el municipi fou adscrit al cantó de Barneville i a l’arrondissement de Valognes. Avui dia pertany al cantó de Les Pieux i a l’arrondissement de Cherbourg.
El nom de la localitat està testimoniat en les formes Sanctus Martinus de Maisnil cap al 1200, Sanctus Martinus de Mesnillo cap al 1280, Saint-Martin d'Ouvrouville el 1302 , du Mesnil s. XV. «Mesnil», un topònim molt comú a França, de Mansionem, el llatí tardà va crear un nou terme derivat de la paraula llatina mansionile, diminutiu de mansio, residència, habitatge, casa. Esdevingué en francès medieval en maisnil, mesnil, «casa amb terreny».

## Demografia

### Població
El 2007 la població de fet de Le Mesnil era de 190 persones. Hi havia 67 famílies de les quals 16 eren unipersonals (16 dones vivint soles i 16 dones vivint soles), 12 parelles sense fills, 35 parelles amb fills i 4 famílies monoparentals amb fills.
La població ha evolucionat segons el següent gràfic:

### Habitatges
El 2007 hi havia 95 habitatges, 71 eren l'habitatge principal de la família, 15 eren segones residències i 9 estaven desocupats. Tots els 94 habitatges eren cases. Dels 71 habitatges principals, 60 estaven ocupats pels seus propietaris, 10 estaven llogats i ocupats pels llogaters i 1 estava cedit a títol gratuït; 3 tenien dues cambres, 7 en tenien tres, 16 en tenien quatre i 45 en tenien cinc o més. 51 habitatges disposaven pel capbaix d'una plaça de pàrquing. A 26 habitatges hi havia un automòbil i a 39 n'hi havia dos o més.

### Piràmide de població
La piràmide de població per edats i sexe el 2009 era:
| Homes | Edats   | Dones |
| ----- | ------- | ----- |
| 0     | 95 o +  | 4     |
| 0     | 90 a 94 | 0     |
| 0     | 85 a 89 | 4     |
| 0     | 80 a 84 | 0     |
| 4     | 75 a 79 | 4     |
| 8     | 70 a 74 | 4     |
| 4     | 65 a 69 | 8     |
| 0     | 60 a 64 | 8     |
| 0     | 55 a 59 | 0     |
| 0     | 50 a 54 | 0     |
| 4     | 45 a 49 | 0     |
| 4     | 40 a 44 | 4     |
| 8     | 35 a 39 | 8     |
| 16    | 30 a 34 | 8     |
| 0     | 25 a 29 | 4     |
| 0     | 20 a 24 | 0     |
| 4     | 15 a 19 | 12    |
| 4     | 10 a 14 | 12    |
| 8     | 5 a 9   | 0     |
| 12    | 0 a 4   | 0     |

## Economia
El 2007 la població en edat de treballar era de 115 persones, 87 eren actives i 28 eren inactives. De les 87 persones actives 80 estaven ocupades (40 homes i 40 dones) i 7 estaven aturades (5 homes i 2 dones). De les 28 persones inactives 12 estaven jubilades, 7 estaven estudiant i 9 estaven classificades com a «altres inactius».

### Ingressos
El 2009 a Le Mesnil hi havia 72 unitats fiscals que integraven 203 persones, la mediana anual d'ingressos fiscals per persona era de 13.815 €.

### Activitats econòmiques
Dels 3 establiments que hi havia el 2007, 1 era d'una empresa de construcció, 1 d'una empresa de comerç i reparació d'automòbils i 1 d'una empresa de serveis.
L'únic servei als particulars que hi havia el 2009 era un electricista.
L'any 2000 a Le Mesnil hi havia 17 explotacions agrícoles que ocupaven un total de 504 hectàrees.

## Poblacions properes
El següent diagrama mostra les poblacions més properes.